# 그라시 카르발류
그라시 카르발류(Gracie Carvalho, 1990년 7월 23일 ~ )는 브라질의 모델이다.